# Instytut Smolny

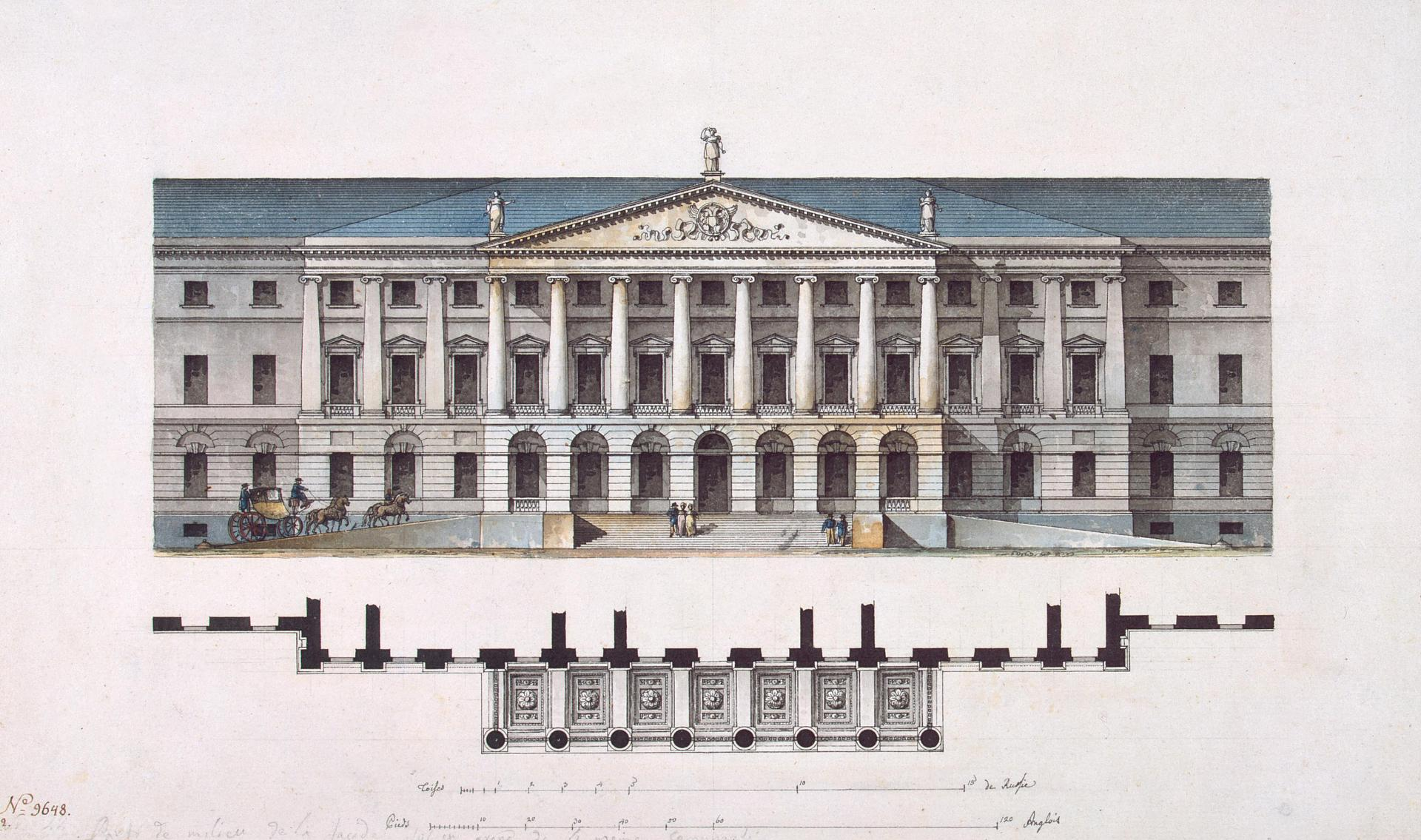
Giacomo Quarenghi: Instytut Smolny (ok. 1806)

Instytut Smolny – siedziba Instytutu Szlachetnie Urodzonych Panien (ros. Смольный институт благородных девиц), znajdująca się w Sankt Petersburgu, przy Smolnym Nabrzeżu Newy. Od roku 1996 jest siedzibą gubernatora  Petersburga.

## Opis
Budynek został wzniesiony w roku 1806 według projektu Giacomo Quarenghiego.
Instytut Szlachetnie Urodzonych Dziewcząt istniał w latach 1764–1917. Został utworzony na podstawie ukazu cesarzowej Katarzyny II przy Monasterze Smolnym-Nowodziewiczym pod nazwą „Cesarskie Stowarzyszenie Wychowawcze Wysoko Urodzonych Panien” (ros. Императорское Воспитательное общество благородных девиц).

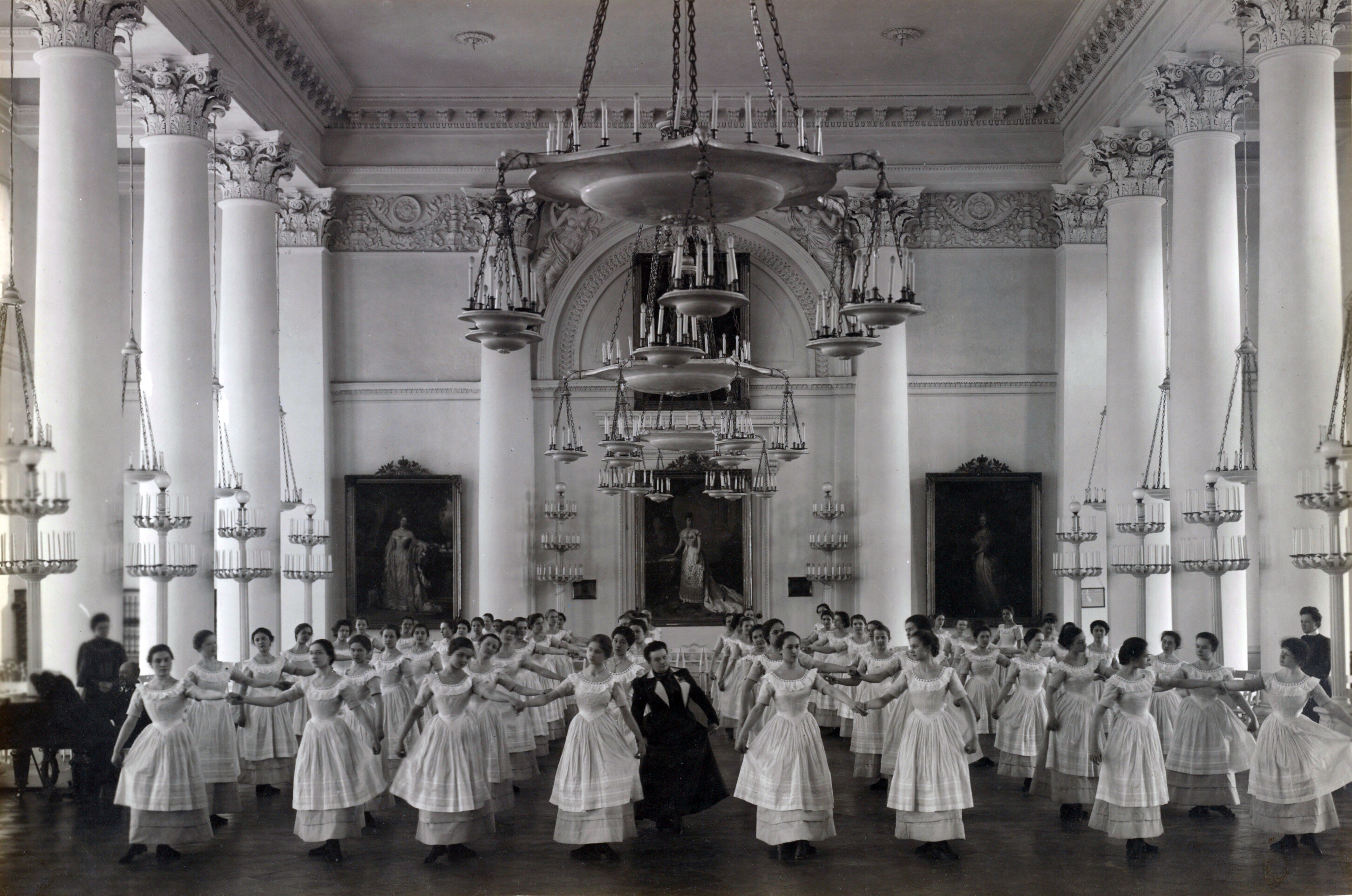
Uczennice podczas lekcji tańca

W Instytucie Smolnym kształcono córki dostojników od pułkownika wzwyż na koszt państwa, zaś córki niższych stanów za rocznym lub półrocznym czesnym. Nauka trwała 12 lat, dzielonych na cztery trzyletnie okresy.
Uczennice Instytutu nosiły mundurki – w pierwszym okresie kawowo-brązowe, w drugim ciemnoniebieskie, w trzecim błękitne i w czwartym białe. Instytut ukończyła m.in. pisarka Nadzieja Drucka.
W październiku 1917 roku Instytut został przeniesiony do Nowoczerkaska, a w lecie 1919 opuścił Rosję i przeniósł się do Serbii.
Po rewolucji lutowej i obaleniu caratu gmach instytutu był od 18 lipca 1917 siedzibą Piotrogrodzkiej Rady Delegatów Robotniczych i Żołnierskich (po przeniesieniu miejsca jej obrad z pałacu Taurydzkiego). W październiku 1917 w gmachu działał Komitet Wojskowo-Rewolucyjny, organ kierujący przejęciem władzy w Piotrogrodzie przez bolszewików. Od listopada 1917 do początków marca 1918 siedziba i miejsce urzędowania Włodzimierza Lenina. Po przewrocie bolszewickim budynek Instytutu pozostał siedzibą Piotrogrodzkiej (od 1924 Leningradzkiej) Rady Delegatów Robotniczych i komitetu miejskiego RKP(b) i WKP(b) (bolszewików). 
W roku 1925 dobudowano propyleje przy wejściu według projektów architektów W. Szczuko i W. Helfreicha, podkreślające znaczenie budynku jako kolebki rewolucji. W roku 1934 w Smolnym został zamordowany Siergiej Kirow. Wydarzenie to było początkiem okresu wielkiego terroru w ZSRR.